# Upper Saranac Lake
Upper Saranac Lake – jezioro w hrabstwie Franklin w stanie Nowy Jork w Stanach Zjednoczonych. Leży w górach Adirondack, kilkanaście kilometrów na zachód od miejscowości Saranac Lake. Powierzchnia jeziora wynosi 2167 ha (United States Geological Survey podaje 1931,5 ha).
Morfologicznie i limnologicznie jezioro podzielone jest na dwa baseny. Północny jest płytszy (głębokość maksymalna: 16 m). Południowy jest głębszy (do 28 m) i znacznie rzadziej doświadcza hipoksji.
Słowo „Saranac” pochodzi z języków irokeskich. Według niektórych źródeł jego znaczenie jest nieznane, według innych oznacza „rzeka, która płynie pod skałą”. Indiańska nazwa jeziora to Sin-ha-lo-nen-ne-pus.
Na północnym brzegu jeziora znajduje się osada Saranac Inn.